# U.S. Route 60
L'U.S. Route 60 è una strada a carattere nazionale statunitense che si estende per 4297 chilometri e collega Brenda con Virginia Beach.